# رود خازر

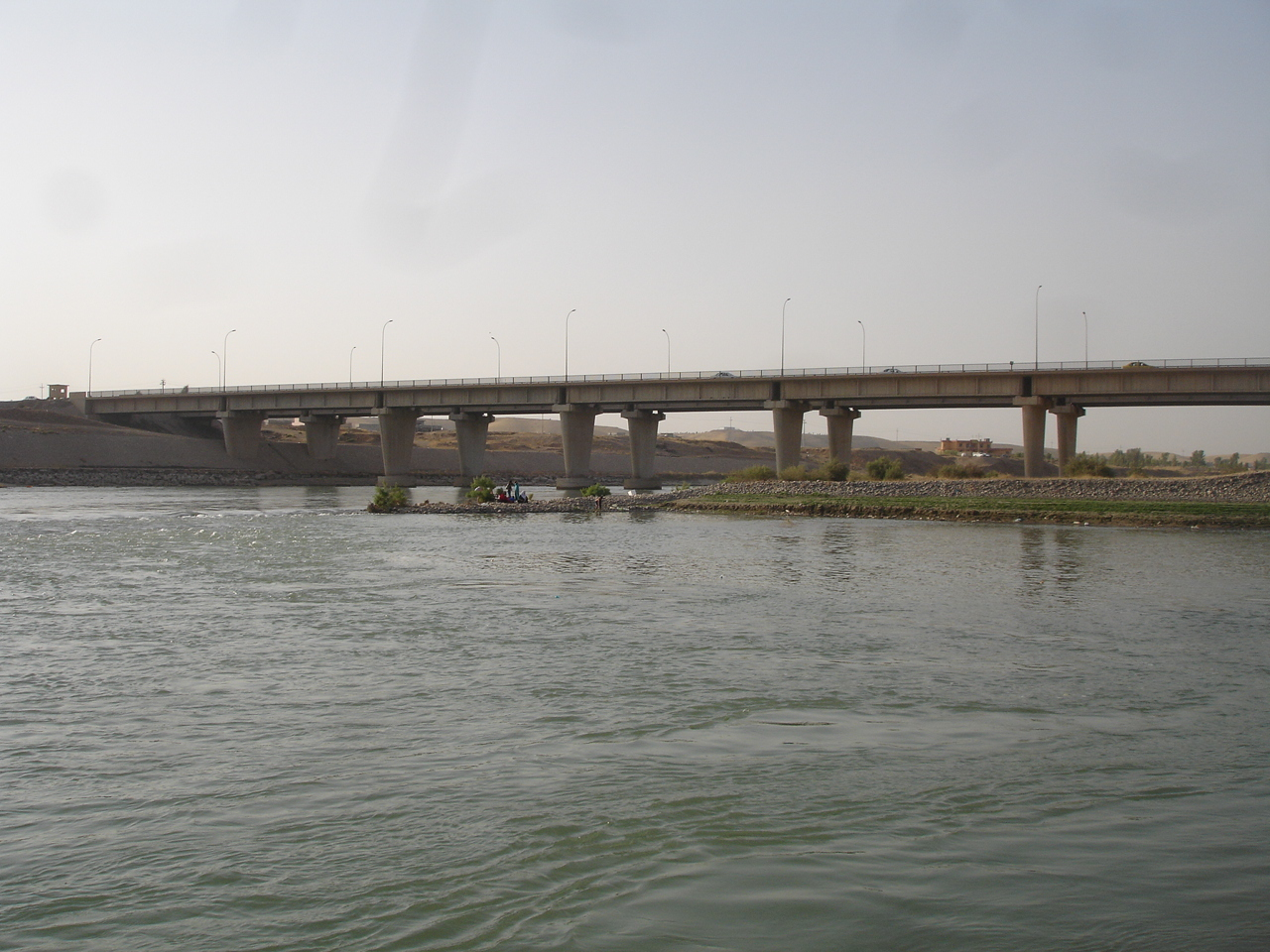
پلی بر روی رودخانه خازر در جاده بین موصل و اربیل

رود خزر (به عربی: الخازر) رودخانه‌ای در شمال عراق است که از شاخه‌های رودخانه زاب بزرگ می‌باشد و به کرانه راست آن می‌پیوندد.

## ژئومورفولوژی
اطراف رودخانه خازر از نظر زمین‌شناسی فعال است و از شمال به جنوب از سه تاقدیس عبور می‌کند. که این امر بر مسیر رودخانه تأثیر زیادی گذاشته‌است. این رودخانه ۲۹۰۰ کیلومترمربع حوضه آبریز دارد2 نرخ خالص تغذیه سالانه سطح آب دره ۱۱۱٫۶ است میلی‌متر در سال و منطقه حاصلخیز در نظر گرفته می‌شود.

## تاریخ
در محلی به نام معلفاط شواهدی از دهکده کوچکی از شکارچی-گردآورنده‌ها پیدا شده‌است که قدمت آن به هزاره ۱۰ قبل از میلاد بازمی‌گردد و معاصر با دوره نوسنگی پیش از سفال در شام است. بعداً این رودخانه بخشی از یک منطقه آبیاری بود که یک شهر آشوری موسوم به نمرود را تغذیه می‌کرد.یونانیان هلنیستی، به این رود بوملوس می‌گفتند، که محل نبرد اسکندر مقدونی و داریوش ایرانی بود.
در اوت ۶۸۶ پس از میلاد، این رودخانه محل نبرد میان سپاهیان ابراهیم بن اشتر و عبید الله بن زیاد بود، نبردی که در جریان قیام مختار ثقفی به وقوع پیوسته‌بود. در ۲۵ ژانویه ۷۵۰، نبرد زاب در همان نزدیکی انجام شد.
در سال ۲۰۱۴، پس از بمباران داعش توسط هواپیماهای ایالات متحده، داعشی‌ها به رود خازر عقب‌نشینی کردند جایی که در آن، داعش پلی که ۱۰ سال پیشتر توسط آمریکایی‌ها ساخته شده‌بود را تخریب کرد.